# Área de Protección del Paisaje de Utladalen
El Área de Protección del Paisaje de Utladalen (en noruego: Utladalen landskapsvernområde) es una zona adyacente al parque nacional de Jotunheimen que abarca Utladalen, el valle más profundo de Noruega. Se encuentra a unos 5 kilómetros al noreste de Øvre Årdal, en el municipio de Årdal, en el condado de Vestland, Noruega.
La zona de protección del paisaje se estableció en 1980 y abarca unos 300 kilómetros cuadrados a una altitud de unos 1.000 metros sobre el nivel del mar. Incluye los valles de Utladalen y Avdalen, así como zonas que se extienden hacia el oeste y el norte hasta el parque nacional de Jotunheimen, y hacia el este hasta el lago Tyin. La cascada Vettisfossen y la montaña Falketind se encuentran dentro de la zona de protección.

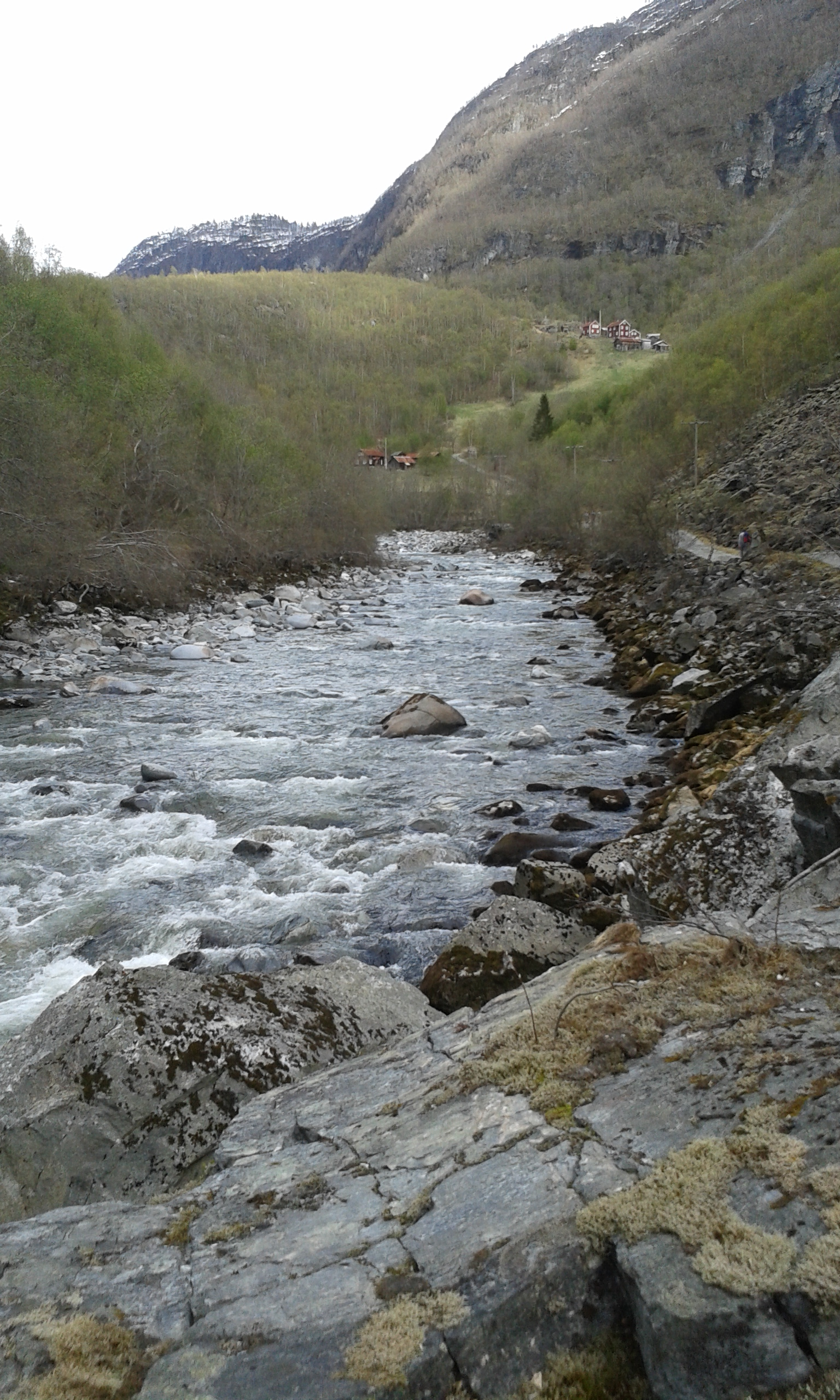
Río Utla cerca de Vetti Gard en el camino a Vettisfossen